# Čierny Brod
Čierny Brod este o comună slovacă, aflată în districtul Galanta din regiunea Trnava. Localitatea se află la altitudinea de 118 m deasupra n.m., se întinde pe o suprafață de 17,7 km2 și în 2017 număra 1.624 de locuitori.

## Istoric
Localitatea Čierny Brod este atestată documentar din 1223.

## Demografie
| An:                | 1994 | 2004   | 2014   | 2024   |
| ------------------ | ---- | ------ | ------ | ------ |
| Număr de persoane: | 1526 | 1559   | 1605   | 1620   |
| Diferență:         |      | +2,16% | +2,95% | +0,93% |

| An:                | 2023 | 2024   |
| ------------------ | ---- | ------ |
| Număr de persoane: | 1627 | 1620   |
| Diferență:         |      | −0,43% |